# Richard Speight Jr.
Richard Speight Jr. (Nashville, 4 de setembro de 1970) é um ator norte-americano, atuou como The Trickster (O Brincalhão) /Arcanjo Gabriel na série de TV norte americana Supernatural(Sobrenatural) apareceu em um papel recorrente como o deputado Bill Kohler na série de televisão Jericho antes de seu cancelamento. Ele também já atuou no seriado A Agência, da CBS e trabalhou no filme Mar aberto, como um dos protagonistas na pele do atencioso pai de família e marido James.

## Vida pessoal
Speight cresceu em Nashville, Tennessee, filho de Bárbara e Richard Speight. Nascido em 4 de setembro de 1970, ele estudou na Montgomery Bell Academy e na University of Southern California School of Theater. Ele tem duas irmãs mais velhas, Barby e Lindy. Em 28 de junho de 2003, casou-se com Jaci Kathryn Hays, uma executivo pontocom na Califórnia.
Ele toca violão e baixo.

## Carreira
Richard Speight interpretou o sargento Warren "Skip" Muck na minissérie Band of Brothers, da HBO produzida por Tom Hanks e Steven Spielberg. Ele também apareceu em séries televisivas, como a Agência, ER, Jericho, Party of Five, CSI: Miami e JAG para a CBS, bem como diversos comerciais, que incluem Got Milk?, IBM e Disney.
Participou do clipe de Pride in Prejudice da banda americana Slayer.
Ele já apareceu em filmes como "Speed 2: Cruise Control, The Last Big Attraction, e estrelou Jason Reitman's In God We Trust. Ele também co-dirigiu e co-estrelou o independente North Beach. Seus trabalhos anteriores incluem papéis no filme Ernest Goes to Camp. Ele também teve um pequeno papel em Thank You for Smoking.
Também ficou conhecido como o arcanjo Gabriel na série Supernatural.